# Agrochola flavescens
Agrochola flavescens là một loài bướm đêm trong họ Noctuidae.